# 卢瓦尔河畔贝尔维尔
卢瓦尔河畔贝尔维尔（法語：Belleville-sur-Loire，法語發音：[bɛlvil syʁ lwaʁ]）是法国谢尔省的一个市镇，位于该省东北部，卢瓦尔河左岸，属于布尔日区。卢瓦尔河畔贝尔维尔因其境内的核电站而闻名。

## 地理
卢瓦尔河畔贝尔维尔（47°30'22"N, 2°51'2"E）面积11.01 平方千米，位于法国中央-卢瓦尔河谷大区谢尔省，该省份为法国中部省份，北起卢瓦雷省，西接卢瓦-谢尔省和安德尔省，南至克勒兹省，东南接阿列省，东临涅夫勒省。
与卢瓦尔河畔贝尔维尔接壤的市镇（或旧市镇、城区）包括：桑特朗日、莱雷附近叙里、卢瓦尔河畔博略、卢瓦尔河畔讷维。
卢瓦尔河畔贝尔维尔的时区为UTC+01:00、UTC+02:00（夏令时）。

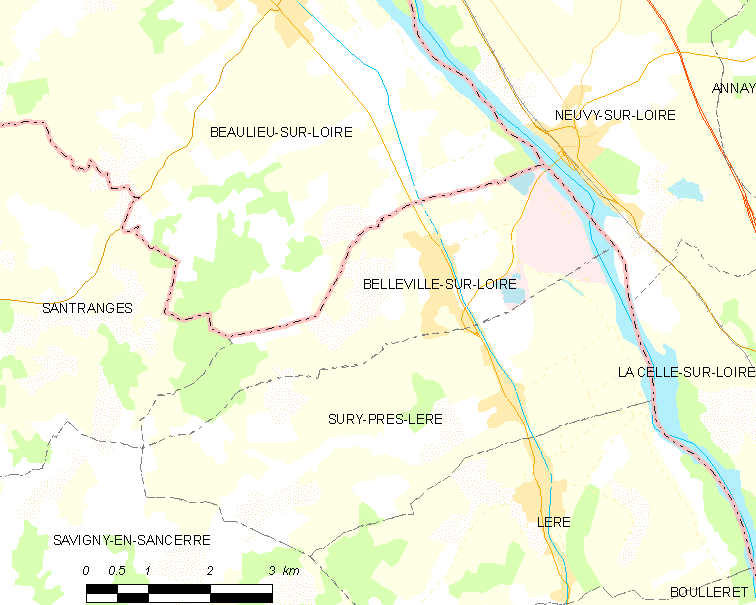
卢瓦尔河畔贝尔维尔的OSM定位图

## 行政
卢瓦尔河畔贝尔维尔的邮政编码为18240，INSEE市镇编码为18026。

## 政治
卢瓦尔河畔贝尔维尔所属的省级选区为桑塞尔县。

## 人口

1962-2008年间卢瓦尔河畔贝尔维尔人口变化图示

卢瓦尔河畔贝尔维尔于2022年1月1日时的人口数量为990人。